# Basílica del Salvador

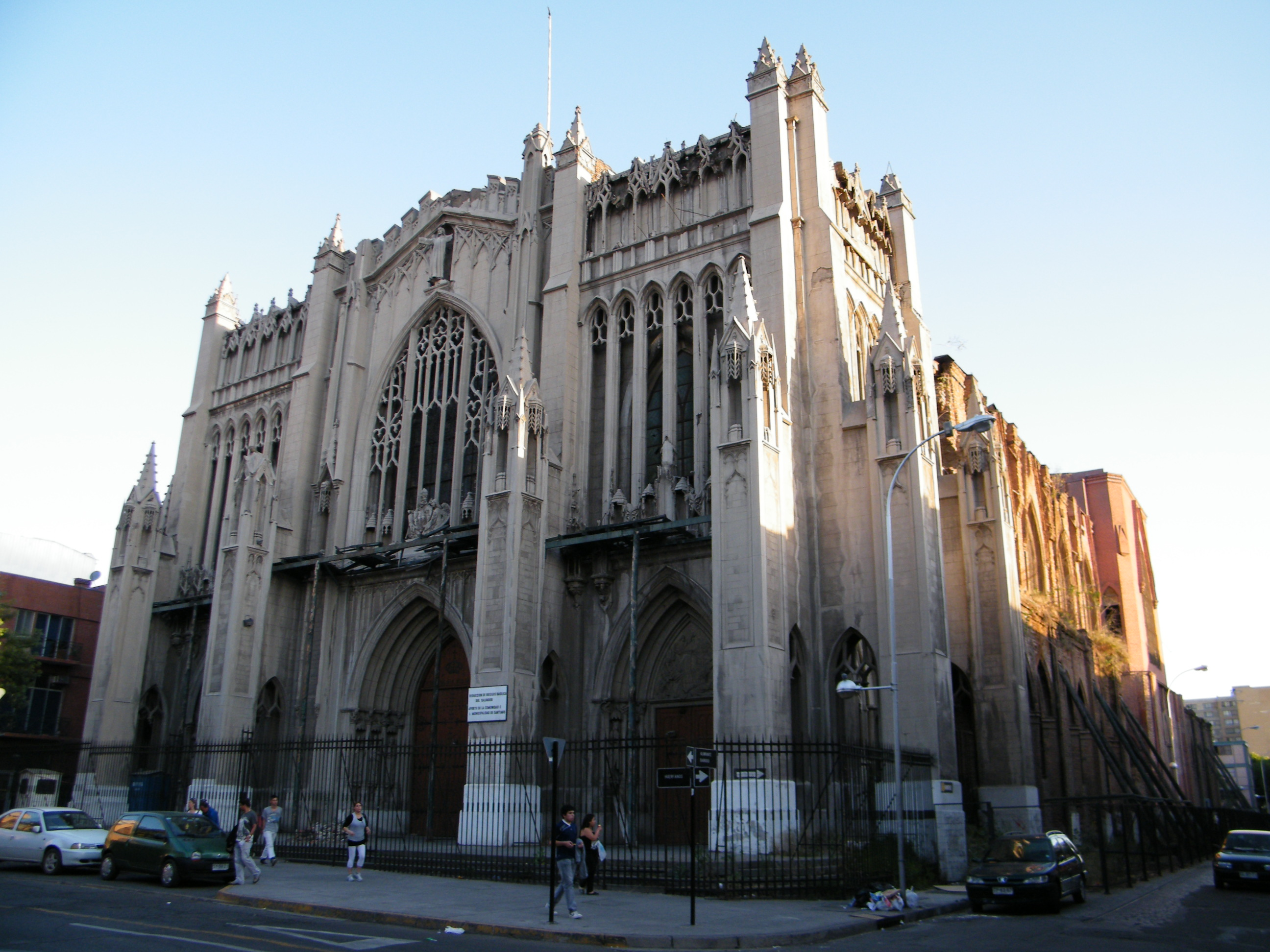
Nordfassade der Basilica del Salvador

Die Basílica del Salvador ist eine römisch-katholische Kirche in der Stadt Santiago de Chile und dem gleichnamigen Erzbistum. Die chilenische Kirche ist dem Salvator mundi geweiht und trägt als eine von sechs Kirchen der Stadt den Titel einer Basilica minor. Durch die Erdbeben, die das Zentrum von Chile im Jahr 1985 und 2010 trafen, ist sie in einem beklagenswerten Zustand.

## Beschreibung
Die Hallenkirche im neugotische Stil hat drei Kirchenschiffe mit gleicher Höhe, ein aus Deutschland stammendes, in Chile einzigartiges architektonisches Merkmal. Die Seitenschiffe enden ohne Triforium in kleinen Kapellen neben dem Hauptaltar. Der Innenraum wird durch hohe, in Belgien geschaffene Bleiglasfenster beleuchtet. Sowohl die geschuppten Säulen als auch die Wände und Gewölbe sind reichlich geschmückt und umfangreich mit Gold verziert. Die Ausmalung der Innenräume und die Wandbilder stammt von Aristódemo Lattanza, die Skizzen der Altäre und Altarbilder vom Maler Onofre Jarpa Labra. Die Hauptfassade zeichnet sich durch ihr Ziegelmauerwerk aus. Im Risalit geben die drei spitzen Bogenabdeckungen Zugang zu einem Narthex, der sich durch den Reichtum seiner Dekoration und durch die Gewölbe auszeichnet. Auf der Außenseite der Kirche verläuft eine schmale, arkadenartige Galerie entlang der beiden Seitenwände und umgibt die Apsis. Die Basilika hat eine monumentale Größe und bietet bei einer Länge von 98 Metern, einer Breite von 37 Metern und einer Innenhöhe von 30 Metern Platz für fünftausend Menschen, vergleichbar nur mit der Kathedrale von Santiago de Chile.

## Geschichte

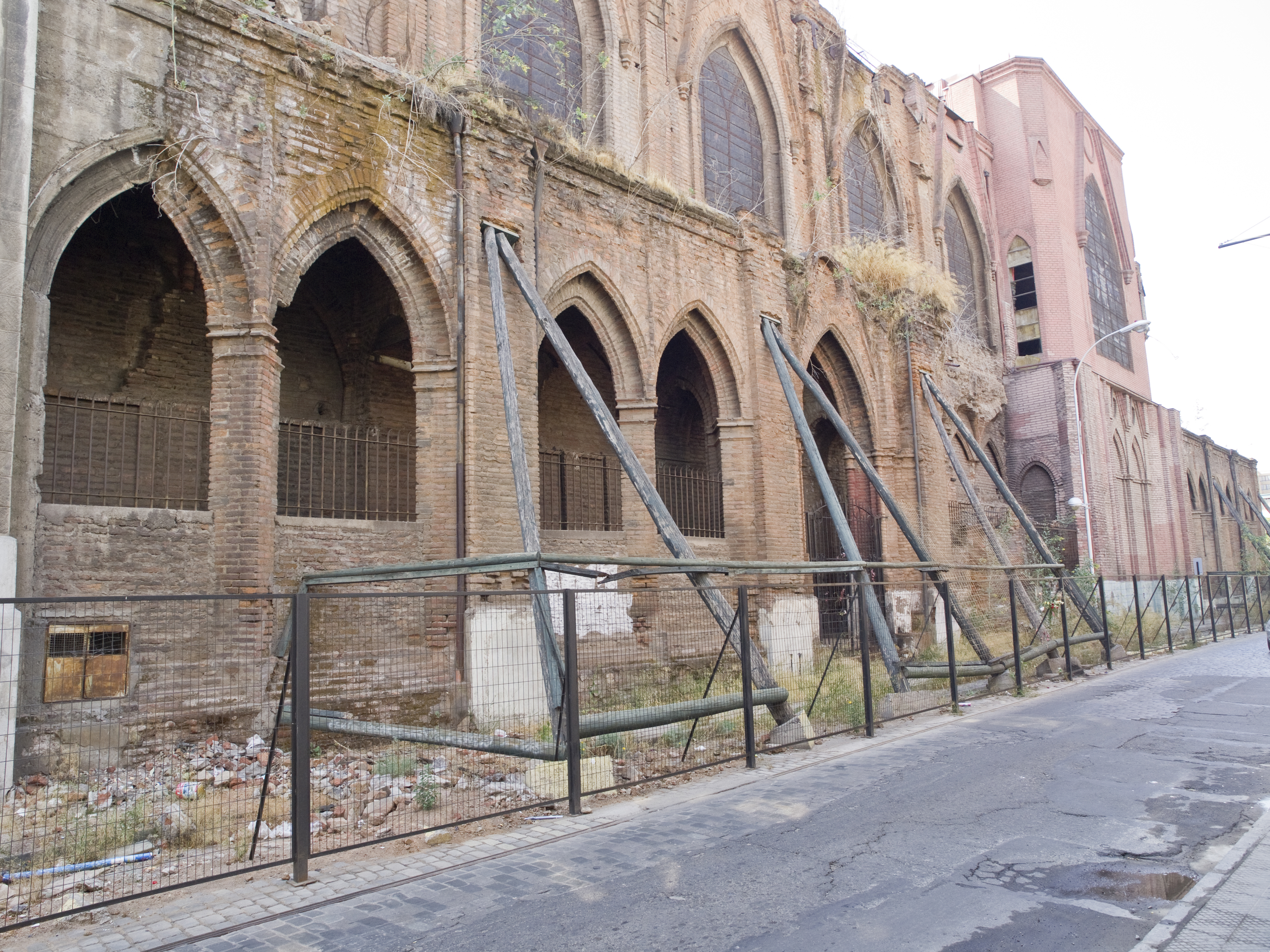
Abstützung der vom Erdbeben beschädigten Seitenwand

Nach dem von der Kirche Iglesia de la Compañía 1863 ausgehenden Großbrand ordnete Erzbischof Rafael Valdivieso 1864 den Bau einer neuen Kirche an, im Jahr 1870 wurde der Grundstein gelegt. Mit dem Bau wurde der 1885 ins Land gekommene, deutsche Architekt Theodor (Teodoro) Burchard beauftragt, später wurde der Bau dann durch den chilenischen Architekten Josué Smith Solar fortgeführt. Die Kirche wurde 1900 geweiht, die Kirchenausstattung wurde bis 1920 vervollständigt. Der Bau wurde 1932 mit Fertigstellung der Fassade nach sechzig Jahren abgeschlossen, wobei die ursprünglich geplanten Kirchtürme entfielen. Papst Pius XI. erhob die Kirche am 20. Oktober 1937 in Rang einer Basilica minor. Die Basilika wurde 1977 zu einem historischen Denkmal ernannt. Bis 1984 begann die Prozession der Jungfrau von Carmen in der Kirche.
Die Basilika ist in einem schlechten Erhaltungszustand aufgrund der schweren Schäden, die durch das Erdbeben vom 3. März 1985 verursacht wurden. Die Folgen des Erdbebens waren das Brechen der Westwand, der Fall eines Teils der Gewölbe auf das Kirchengestühl und der Verlust des Stuckes an der Fassade. Mehrere Versuche zur Wiederherstellung waren erfolglos. Das Erdbeben vom 27. Februar 2010 verschärfte die Lage des Gebäudes weiter und zerstörte einen Teil des Daches, eine Seitenwand und mehrere der vier Meter hohen Glasmalereien, die im 19. Jahrhundert aus München gebracht worden waren. 2011 wurde angekündigt, dass das Ministerium für Öffentliche Angelegenheiten ein Projekt zu baulichen Stütz- und Sicherheitsmaßnahmen für ein zukünftiges Umbauprojekt erstellt. Dazu gehört auch die Erstellung einer fotografischen Dokumentation der noch in der Kirche erhaltenen Ornamente und Bleiglasfenster. 2017 dauerten die Sicherungsmaßnahmen an.